# Marc Recha
Marc Recha, né le 18 octobre 1970 à L'Hospitalet de Llobregat (Catalogne), est un réalisateur et scénariste catalan.

## Filmographie
- 1988 : El Darrer instant
- 1990 : La Por d'abocar-se
- 1990 : El Celador
- 1991 : El Cielo sube
- 1992 : La Maglana
- 1994 : És Tard
- 1998 : L'Escampavies
- 1998 : L'Arbre aux cerises
- 2001 : Sobre el pas de dues persones unes anys mes tard
- 2001 : Pau et son frère
- 2003 : Les Mains vides
- 2006 : Jours d'août
- 2009 : C'est ici que je vis
- 2014 : Les Ponts de Sarajevo
- 2015 : Un dia perfecte per volar
- 2017 : La vida lliure